# Breezy Point
Breezy Point New York egyik elővárosi része Queensben. Az előváros a Rockaway-félsziget nyugati részén helyezkedik el. Az előváros a 14. queensi közösségi tanács irányítása alatt áll. Breezy Point és Rockaway New York kevésbé sűrűn lakott övezetében találhatóak. 
Breezy Point Tip a település nyugati részén helyezkedik el és a Gateway Nemzeti Természetvédelmi Terület részét képezi, melyet a Nemzeti Park Szolgálat működtet. Ez az elszigetelt 0,81 négyzetkilométernyi terület egy óceánra néző tengerparttal rendelkezik, mely a Jamaica-öböl patrvonalához tartozik, ahol homokdűnék és mocsaras területek váltják egymást. 

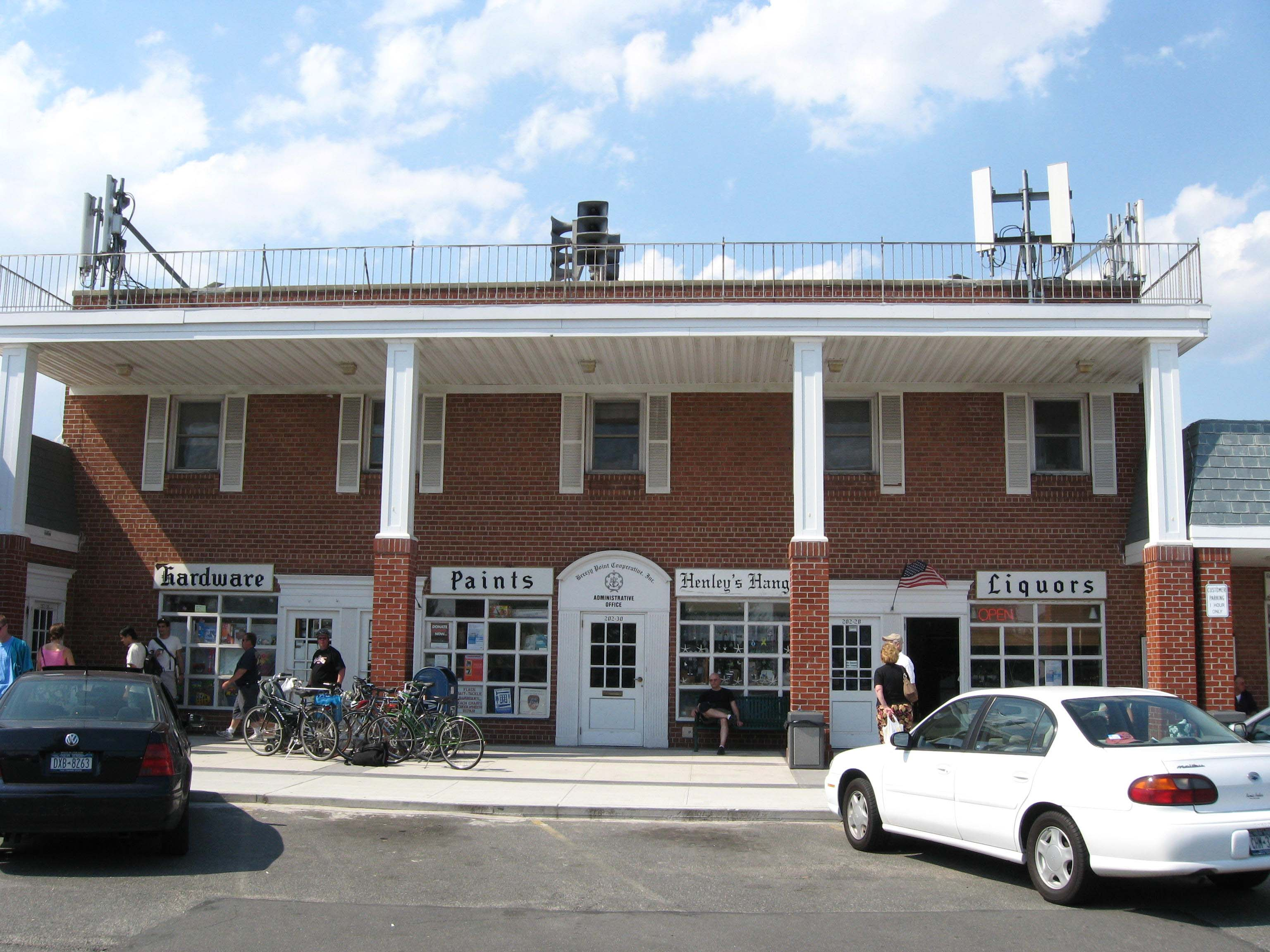
Breezy Point bevásárlóközpont

## Népességi adatok
Az Egyesült Államok Népesedési Hivatalának adatai alapján a lakosság 60,3%-a ír-amerikai származású volt a 2000-es népszámlálás adatai alapján. A történelem során ezen vidéket gyakran az ír-Riviéra néven emlegették.

## Története
A közösség eleinte nyári parti bungalókban lakott, mint ahogyan arról a New York Times is beszámolt. 1960-ban Breezy Point területét eladták az Atlantic Improvement State Corporation számára 17 millió dollárért. A lakosok és a közösség a föld felét megvásárolta megközelítőleg 11 millió dollárért. Ma mintegy 3500 otthon található itt. Breezy Point területén a saját biztonsági cégük végzi el a járőrözési feladatokat, akik szabályozhatják az itt lakók, vendégeik, illetve a bérlők életét bizonyos esetekben. 
2012. szeptember 8-án délelőtt 11 órakor egy kisebb tornádó csapott le Breezy Pointra. Komolyabb károkat ez a vihar nem okozott. .

### A Sandy hurrikán alatt pusztító tűzvész
A Sandy hurrikán idején pusztító 6-os erősségű tűzvész 2012. október 29-én este 11 óra körül kapott lángra. A New York-i Tűzoltóság egységei számos lángoló épületet találtak kiérkezésükkor.Későbbi adatok alapján 111 ház megsemmisült, illetve további 20 épület súlyosan megrongálódott a tűzvész során. Mivel a terület az A evakuálási zónába tartozott, ezért a tűzoltók nem kezdhették meg a mentési munkálatokat, míg a víz vissza nem vonult a területről.

A Sandy hurrikán egy műholdképen 2012. október 27-én

## Fordítás
Ez a szócikk részben vagy egészben  a   Breezy Point, Queens című angol Wikipédia-szócikk ezen változatának fordításán alapul.  Az eredeti cikk szerkesztőit annak laptörténete sorolja fel. Ez a jelzés csupán a megfogalmazás eredetét és a szerzői jogokat jelzi, nem szolgál a cikkben szereplő információk forrásmegjelöléseként.